# غابور دوبوس
غابور دوبوس (بالمجرية: Dobos Gábor)‏ هو منافس ألعاب قوى مجري، ولد في 21 فبراير 1976.

## وصلات خارجية
- غابور دوبوس على موقع الاتحاد الدولي لألعاب القوى (الإنجليزية)
- غابور دوبوس على موقع أوليمبيديا (الإنجليزية)